# Anatolij Alekszandrovics Szobcsak
Anatolij Alekszandrovics Szobcsak (oroszul: Анатолий Александрович Собчак; Csita, Szovjetunió, 1937. augusztus 10. – Szvetlogorszk, 2000. február 19.) szovjet és orosz jogász és politikus, 1991–1996 között Szentpétervár első polgármestere. 1996-ban rövid ideig a Szövetségi Tanács taja volt. A jogi tudományok doktora.

## Élete
Anatolij Szobcsak 1937. augusztus 10-én született Csitában. Édesapja, Alekszandr Antonovics Szobcsak vasútmérnökként dolgozott, édesanyja, Nagyezsda Anderejevna Litvinova könyvelő volt. Édesapja részt vett a nagy honvédő háborúban. Gyermekkora Üzbegisztánban (Kokand, Taskent) telt. 1956-ban felvették a Leningrádi Állami Egyetem jogi karára.
1959-ben – a központi rendelkezés szerint – ügyvédként kezdett el dolgozni Sztavropolban a regionális ügyvédi kamaránál, majd egy jogi tanácsadó iroda vezetőjeként a Sztavropoli területen. 1962-ben visszatért Leningrádba, és ledoktorált, majd 1964-ben megszerezte a kandidátusi fokozatot.
1965 és 1968 között a Belügyminisztérium rendőrségi szakiskolájában tanított Leningrádban. 1968 és 1973 között a Leningrádi Papíripari Egyetem docense, 1973 és 1981 között a Leningrádi Állami Egyetem Jogi Karának docense volt. 
1982-től a jogi tudományok doktora és ugyanitt professzor, majd 1985-től a Gazdasági Jog Tanszék vezetője.
2000. február 19-ről 20-ra virradó éjszaka halt meg a szvetlogorszki (Kalinyingrádi terület) Rusz Hotelben. A hivatalos jelentés szerint a halál oka akut szívelégtelenség. Május 6-án a kalinyingrádi régió ügyészsége gyilkosság (mérgezés) gyanújával indított büntetőeljárást. A Szentpéterváron végzett boncolás megállapította, hogy a szervezete nem tartalmazott alkoholt vagy mérgező anyagokat. Augusztus 4-én a kalinyingrádi ügyészség ejtette az ügyet. Felesége, Ljudmila Naruszova független vizsgálatot végeztetett. Úgy vélte, Szobcsak nem szívrohamban halt meg. Azt állította, hogy tudja a szívleállás okát, de nem árulhatja el.

## Politikai karrierje

### Szovjet időszak
1988-ban belépett az SZKP-ba, majd 1990-ben kilépett. 1989-ben Dmitrij Medvegyev és néhány ismerőse, akik a köréhez tartoztak, plakátokat ragasztottak és agitáltak Szobcsak képviselővé választása mellett. Szobcsak volt Medvegyev kandidátusi disszertációjának konzulense. Később Szobcsak a Leningrádi Tanácsba hívta dolgozni. 1990-ben ugyancsak Szobcsak csapatához tartozott az akkor kevéssé ismert KGB-s tiszt, Vlagyimir Putyin.
1989-ben megválasztották a Szovjetunió népképviselőjévé. Az első ülésen beválasztották a Szovjetunió Legfelsőbb Tanácsába. A Törvényhozási Bizottság keretében működő Gazdasági Törvényhozási albizottság elnöke volt. Tagja lett az 1989-es tbiliszi eseményeket kivizsgáló bizottságnak. (1989. április 9-én a grúz fővárosában, Tbilisziben huszonegy civil vesztette életét, és sok százan megsérültek vagy gázmérgezést szenvedtek a Szovjet Hadsereg katonái és grúz polgári lakosok összecsapásában.) Később Tbiliszi díszpolgára lett.
1990 áprilisában a Leningrád Városi Tanácsának tagjának, az év május 23-án Leningrád Városi Tanácsa elnökének választották meg. Az elnök választása a tanácstagok hatásköre volt, ezért Szobcsakot elvileg bármikor le is válthatták volna. A képviselőket sikerült meggyőzni arról, hogy kövessék Moszkva példáját, és vezessék be a polgármester intézményét. A képviselők elfogadták ezt a határozatot.
1991. június 12-én Szobcsakot megválasztották Leningrád polgármesterévé, ezzel egy időben lezajlott egy népszavazás is, melynek eredményeként a város visszakapta az eredeti nevét, Szentpétervárt (oroszul Szankt-Petyerburg).
1991-ben többekkel együtt megalapította a Demokratikus Reform elnevezésű mozgalmat, mely választási szövetségként működött az 1993-as Duma-választásokon.

### Az augusztusi puccs ellen kifejtett tevékenysége
Szobcsak aktívan fellépett a Rendkívüli Állapot Állami Bizottsága ellen, mely 1991. augusztus 19-én puccsot hajtott végre Mihail Gorbacsov ellen. Ő vezette az ellenállást Leningrádban. Már augusztus 19-én részt vett Jelcin dácsájában két puccsellenes felhívás megszövegezésében, melyeket Jecin írt alá. Ugyanaznap visszatért Leningrádba, felszólalt a Leningrádi Tanács rendkívüli ülésén, majd a leningrádi tévében egy nyilatkozatot tett a Rendkívüli Állapot Állami Bizottsága törvénytelenségéről, és felhívást intézett a város lakóihoz, hogy augusztus 20-án jöjjenek el a Palota téren (Дворцовая площадь) tartandó gyűlésre. A gyűlésen, ahova százezrek jöttek el, Szobcsak is felszólalt. Mindennek köszönhetően a Rendkívüli Állapot Állami Bizottságának rendelkezései Leningrád területén nem érvényesültek.

### A posztszovjet korszak
Az, hogy Szobcsak volt akkor a város első embere, egyáltalán nem volt egyértelmű. Tevékenységében keveredett őszinte elkötelezettsége a demokrácia iránt az autoriter vezetői módszerek iránti hajlammal, ami sok konfliktushoz vezetett. 
Aktívan részt vett Oroszország új alkotmányának megalkotásában. A Demokratikus Reform mozgalom politikai tanácsának döntése alapján ő vezette annak egyik alternatív változatának megírását, amelyet 1992-ben S. S. Alekszejevvel együtt mutatott be. Lánya, Kszenyija Anatoljevna Szobcsak és néhány politikus (V. L. Seinis, V. I. Matvienko) az Orosz Föderáció jelenlegi alkotmánytervezetének egyik fő szerzőjének nevezte.
1993 októberében az orosz Demokratikus Reform mozgalom Állami Duma-jelöltjeinek szövetségi listáját vezette. Az 1993. december 12-i választásokon a blokk nem kapta meg az Állami Dumába való bejutáshoz szükséges számú szavazatot.
1994-től Anatolij Szobcsak volt Szentpétervár kormányzója.
Az 1996-os elnökválasztáson azért nem indult, mert egy Jelcinnel folytatott megbeszélésen megértette: Jelcin másodszor is mindenképpen indul fog. 1996 elején Szobcsak ellen addig példátlan mértékű lejárató kampányt folytattak.
1996 februárjában csatlakozott a Viktor Csernomirgyin által elnökölt Otthonunk Oroszország mozgalom szentpétervári szervezetéhez. 1996. június 16-án elveszítette a szentpétervári kormányzóválasztást helyettesével, Vlagyimir Jakovlevvel szemben. Hivatalosan Putyin volt Szobcsak kampányközpontjának vezetője.
1997. október 3-án a Legfőbb Ügyészség tanúként hallgatta ki egy korrupciós ügyben, melyben a szentpétervári hatóságok voltak érintettek. Később már vádolták is Szentpétervár polgármestereként elkövetett visszaélésekkel. 1997. november 7-én Putyin közreműködésével chartergéppel elhagyta Oroszországot, és Franciaországba érkezett kezelésre a párizsi amerikai kórházba. 1998. szeptember 13-án az orosz főügyész büntetőeljárást indított ellene, korrupcióval és hatalommal való visszaéléssel vádolták.
1999. július 12-ig Párizsban élt. Előadásokat tartott a Sorbonne-on és más francia egyetemeken. 1999. november 10-én az ellene folyó büntetőeljárást bűncselekmény hiányában megszüntették. Szobcsak úgy döntött, hogy visszatér a politikai színtérre, azzal a céllal, hogy megnyerje a következő kormányzóválasztást.
1999. december 21-én elvesztette az Állami Duma képviselői választást a Jabloko párt jelöltje ellen. Ezután bejelentette, hogy indul a szentpétervári kormányzó választáson.
2000-ben támogatta Putyin elnökjelöltségét. Ezután a szentpétervári demokratikus pártok és mozgalmak politikai tanácsadó testületét vezette. A választási kampány részeként vállalt kalinyingrádi útja során halt meg.